# 바렛 코맥

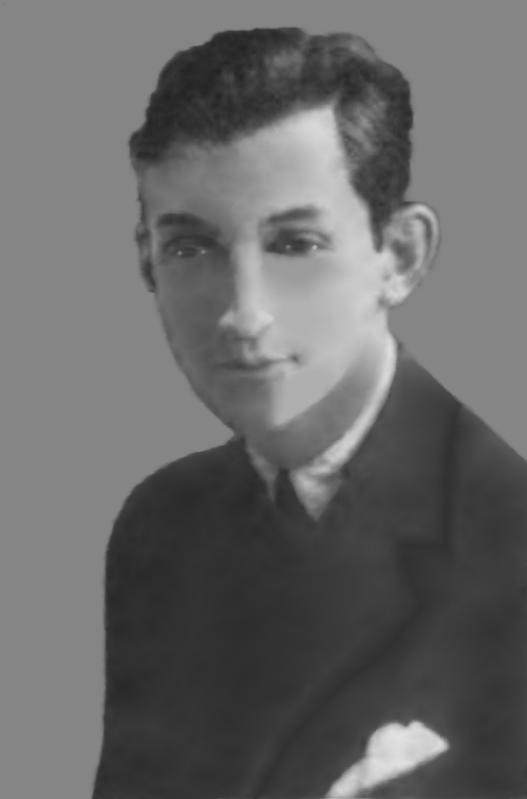

바렛 코맥(Bartlett Cormack, 1898년 3월 19일 ~ 1942년 9월 26일)은 미국의 배우, 각본가, 극작가이다.
해먼드에서 태어났으며 피닉스에서 사망하였다.

## 영화
- 언홀리 파트너스 (1941년)
- 거리의 악사 (1938년)
- 희극의 왕 (1936년)
- 분노 (1936년)
- 다우팅 토머스 (1935년)
- 클레오파트라 (1934년)
- 특종 기사 (1931년)
- 시련 (1928년)